# Incheon United Football Club
Maillots
Le Incheon United Football Club (en hangul: 인천 유나이티드 프로축구단), plus couramment abrégé en Incheon United, est un club sud-coréen de football fondé en 2003 et basé dans la ville d'Incheon.

## Palmarès
| Compétitions nationales                                                                           | Compétitions internationales |
| - Championnat de Corée du Sud : - Finaliste : 2005. - Coupe de Corée du Sud : - Finaliste : 2015. |                              |

## Personnalités du club

### Présidents
- Song Young-gil

### Entraîneurs
Le tableau suivant présente la liste des entraîneurs du club depuis 2003.
| Rang | Nom                       | Période                    |
| ---- | ------------------------- | -------------------------- |
| 1    | Werner Lorant             | 25 sept. 2003-30 août 2004 |
| 2    | Chang Woe-ryong (intérim) | 31 août 2004-2 janv. 2005  |
| 3    | Chang Woe-ryong           | 2 janv. 2005-28 déc. 2006  |
| 4    | Park Lee-chun (intérim)   | 4 janv. 2007-20 déc. 2007  |
| 5    | Chang Woe-ryong           | 21 déc. 2007-9 déc. 2009   |
| 6    | Ilija Petković            | 29 janv. 2009-8 juin 2010  |

| Rang | Nom                    | Période                    |
| ---- | ---------------------- | -------------------------- |
| 7    | Kim Bong-gil (intérim) | 27 juin 2010-21 août 2010  |
| 8    | Huh Jung-moo           | 23 août 2010-11 avr. 2012  |
| 9    | Kim Bong-gil (intérim) | 12 avr. 2012-15 juil. 2012 |
| 10   | Kim Bong-gil           | 16 juil. 2012-19 déc. 2014 |
| 11   | Kim Do-hoon            | 13 janv. 2015-sep. 2016    |
| 12   | Lee Ki-hyung           | sep. 2016-11 mai 2018      |

| Rang | Nom            | Période                    |
| ---- | -------------- | -------------------------- |
| 13   | Park Sung-chul | 11 mai 2018-8 juin 2018    |
| 14   | Jørn Andersen  | 9 juin 2018-15 avr. 2019   |
| 15   | Yoo Sang-chul  | 14 mai 2019-2 janvier 2020 |
| 16   | Lim Wan-sup    | 6 fév. 2020-28 juin 2020   |

### Effectif actuel
.